# Station Kirchweyhe
Station Kirchweyhe (Bahnhof Kirchweyhe) is een spoorwegstation in de Duitse plaats Weyhe, in de deelstaat Nedersaksen. Het station ligt aan de spoorlijn Wanne-Eickel - Hamburg (Rollbahn). Op het station stoppen naast Regional-Expresstreinen ook treinen van de Regio-S-Bahn van Bremen en Nedersaksen. Het stationsgebouw, geopend in 1873, is opgetrokken uit bakstenen en heeft een monumentale status.

## Geschiedenis
Het station werd op 15 mei 1873 aan de Rollbahn in gebruik genomen. Door de locatie aan de Rollbahn, in de buurt van Bremen en de aansluiting op de kruisende spoorlijn Bremen-Thedeinghauser, waar reizigerstreinen een eigen station Kirchweyhe Ort hadden, ontwikkelde het station in de loop van de tijd tot een van de grootste goederenstation van Noord-Duitsland. Het gelijknamige depot had twee locomotiefloodsen met 24 opstelplaatsen. In 1919 hadden 88 stoomlocomotieven hier hun thuisbasis. De omvangrijke installaties voor de spoorwegen, waar ongeveer de helft van de 3000 inwoners tellende gemeente werkte, werd daarom tussen 1919 en 1921 gebouwd aan nieuwe huisvesting voor werknemers. Het depot werd in 1968 gesloten. In de jaren '80 bevond zich op een deel van terrein de R.B.S. Kirchweyhe Reinigen - Beschichten - Strahlen GmbH, die tankauto's onderzocht en onderhield. De overige sporen zijn langzaam afgebroken.
De sporen met het stationsgebouw is sinds 2006 in bezit van de gemeente Weyhe. Het stationsgebouw werd in 2011 gerenoveerd. Tegenwoordig bevindt zich in het gebouw de Volksuniversiteit van de Landkreis Diepholz en een reisbureau. De perrons werden in de zomer van 2012 gerenoveerd, verhoogd en toegankelijker gemaakt.

## Treinverbindingen
De volgende treinseries doen station Kirchweyhe aan:
| Serie | Treinsoort                       | Route                                                                                             | Bijzonderheden                                              |
| ----- | -------------------------------- | ------------------------------------------------------------------------------------------------- | ----------------------------------------------------------- |
| RE 9  | Regional-Express (DB Regio Nord) | (Bremerhaven-Lehe – Bremerhaven Hbf – ) Bremen Hbf – Kirchweyhe – Diepholz – Osnabrück Hbf        | Rijdt 1x per twee uur tussen Bremerhaven-Lehe en Bremen Hbf |
| S2    | Regio-S-Bahn (NordWestBahn)      | Bremerhaven-Lehe – Bremerhaven Hbf – Osterholz-Scharmbeck – Bremen Hbf – Kirchweyhe – Twistringen | Versterkingstreinen tijdens de spits                        |